# Luigi Montagnani
Luigi Montagnani, detto Gigi, (Formigine, 6 agosto 1922 – Modena, 20 luglio 2000) è stato un imprenditore e dirigente sportivo italiano.

## Biografia
Imprenditore edile modenese molto conosciuto in città, contribuì ad edificare interi quartieri di Modena come il Direzionale 70. Poteva vantare amicizie di spicco come Luca di Montezemolo e Luciano Pavarotti. Tra il 1997 e il 2000 è stato proprietario e presidente del Modena Calcio.
È morto improvvisamente nella notte tra il 19 e il 20 luglio 2000 a causa di un malore mentre era alla guida della sua auto, a poche settimane dall'inizio del campionato 2000-2001, in cui il Modena otterrà la promozione in Serie B, a cui farà seguito anche la promozione in Serie A nella stagione successiva (2001-2002, ritorno dei canarini in massima serie dopo 38 anni).
Molto amato dai tifosi modenesi, nel 2000 a due mesi dalla scomparsa, gli è stato intitolato il settore della curva sud dello Stadio Alberto Braglia di Modena, sede dei tifosi gialloblu più caldi.

## Carriera da dirigente
Da sempre tifoso del Modena, oltre ad averci giocato nelle giovanili, rilevò la squadra canarina nel gennaio 1997 diventandone prima amministratore unico e poi presidente.
La squadra gialloblu, che navigava in cattive acque trovò così la serenità per portare a termine il campionato di Serie C1 1996-1997. L'anno seguente tenta invano di riportare i canarini in Serie B, ma non va oltre il 4º posto e i play-off nella stagione 1998-1999. Peggiore fu il campionato 1999-2000 chiuso a metà classifica.
Nell'estate 2000, in vista della stagione 2000-2001, Montagnani operò una rivoluzione nei ranghi della società e della squadra acquistando giocatori di valore e cedendone altri. La sua morte improvvisa gli impedirà di vedere la scalata del Modena dalla Serie C1 alla Serie A in appena due stagioni.
Unico azionista della società e affiancato solo da persone di fiducia, alla sua morte la società passò in mano alla sua famiglia.